# University of Michigan Solar Car Team

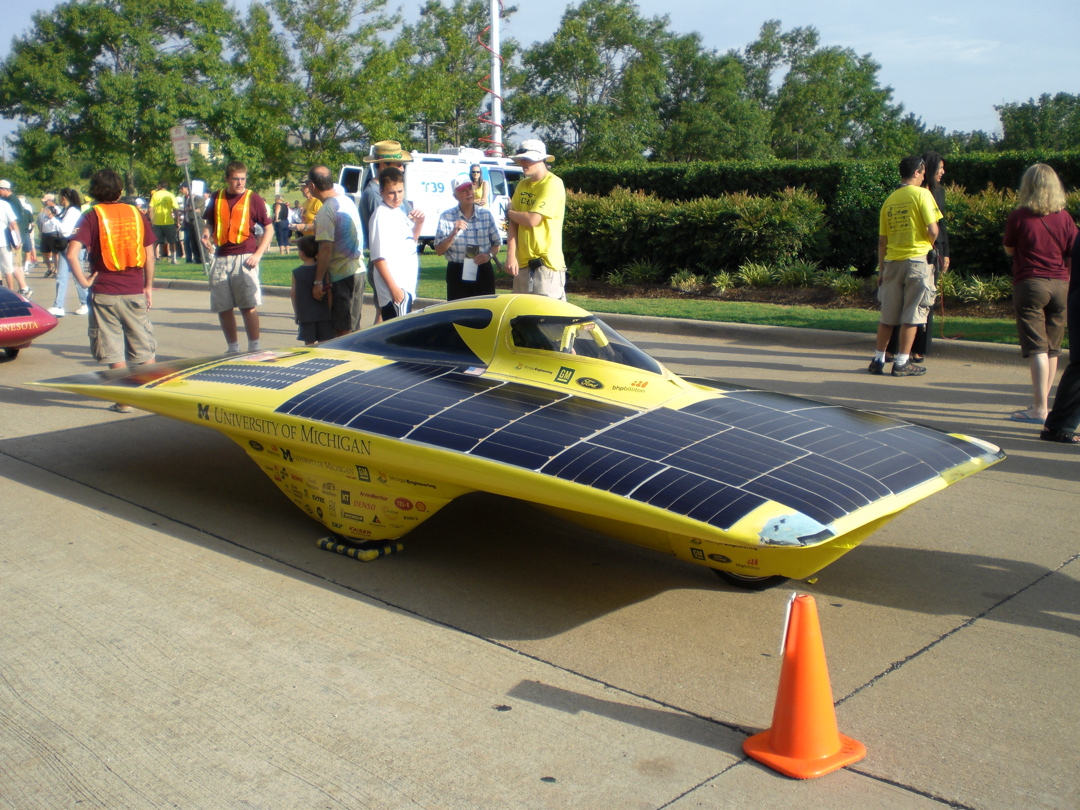
Continuum was de auto waarmee het team de North American Solar Challenge van 2008 won.

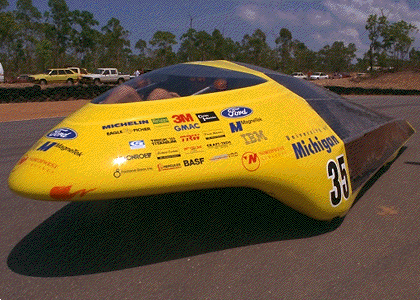
De Maize & Blue, waarmee het team in 1993 meedeed aan de World Solar Challenge

Het University of Michigan Solar Car Team is een team dat meedoet aan races voor zonneauoto's, zoals aan de World Solar Challenge. Het team is verbonden aan de Universiteit van Michigan in Ann Arbor. Het is een van de meest succesvolle teams uit Noord-Amerika, dat al sinds 1990 meedoet aan de verschillende races. Het team heeft vijfmaal de North American Solar Challenge gewonnen. In de World Solar Challenge is het team drie keer derde geworden. Verschillende gebruikte racewagens van het team staan in verschillende musea in de verenigde staten.
In de World Solar Challenge 2007 botste de auto Continuum al na enkele kilometers op een volgauto, waarbij de auto zwaar beschadigd raakte. Het team repareerde de schade en kon pas een dag later weer vertrekken. Desondanks bereikte het team een zevende plek in de einduitslag met een tijd van 44 uur en 55 minuten en een gemiddelde snelheid van 66,8 km/uur.
Het team haalde in de World Solar Challenge 2009 met de auto Infinium de derde plaats in het eindklassement met een tijd van 33 uur en 8 minuten en een gemiddelde snelheid van 90,49 km/uur.
| Specificaties van Infinium | Specificaties van Infinium            |
| -------------------------- | ------------------------------------- |
| Afmetingen                 | lengte: 5,00m - breedte: 1,80m        |
| Gewicht (excl. coureur)    | 181 kg (400 imperial pounds)          |
| Wielen                     | 1 voor, 2 achter                      |
| Snelheid                   | Topsnelheid: 140 km/h (87 mijl/h)     |
| Zonnecellen                | 6 m2 Gallium‐Arsenide Triple Junction |

## Geschiedenis
- 1990: Sunrunner - Nu te zien in het museum The Henry Ford.
- 1993: Maize & Blue, winnaar Sunrayce.
- 1995: Solar Vision
- 1997: Wolverine
- 1999: MaizeBlaze
- 2001: M-Pulse - Winnaar American Solar Challenge
- 2003: Spectrum
- 2005: Momentum - Winnaar American Solar Challenge
- 2007: Continuum
- 2008: Continuum - Winnaar ASC
- 2009: Infinium - 3e in de World Solar Challenge 2009
- 2010: Infinium - Winnaar ASC
- 2011: Quantum - 3e in de World Solar Challenge 2011
- 2013: Generation - 8e in de World Solar Challenge 2013